# Litvánia uralkodóinak listája
Az alábbi lista a középkori Litván Nagyfejedelemség uralkodóinak listáját tartalmazza.
| Portré                                                     | Uralkodó                                                                         | Uralkodott | Lengyel név    | Megjegyzés                                                                                |
| ---------------------------------------------------------- | -------------------------------------------------------------------------------- | ---------- | -------------- | ----------------------------------------------------------------------------------------- |
|                                                            | Mindaugas litván nagyfejedelem * 1203 † 1263. augusztus 12.                      | 1235–1263  | Mendog         | 1253-tól királyként uralkodott. Utódai ennek ellenére csak a nagyfejedelmi címmel bírtak. |
|                                                            | Treniota * ? † 1264                                                              | 1263–1263  | Treniota       |                                                                                           |
|                                                            | Vaišelga * 1223 † 1267                                                           | 1264–1267  | Vojszielk      |                                                                                           |
|                                                            | Švarnas * 1230 † 1269                                                            | 1267–1269  | Szvarn         |                                                                                           |
|                                                            | Traidenis * ? † 1282                                                             | 1269–1282  | Trojden        |                                                                                           |
| –                                                          | Daumantas * ? † 1285. március 24.                                                | 1282–1285  | Dowmunt        |                                                                                           |
| –                                                          | Butigeidis * ? † 1291                                                            | 1285–1291  | Butigejd       |                                                                                           |
| –                                                          | Butvydas * ? † 1295                                                              | 1292–1295  | Butiwid        |                                                                                           |
|                                                            | Vytenis * 1260 körül † 1316                                                      | 1295–1316  | Vitenis        |                                                                                           |
|                                                            | Gediminas * 1275 k. † 1341. tele                                                 | 1316–1341  | Gedimin        |                                                                                           |
| –                                                          | Jaunutis * 1300 körül † 1366 után                                                | 1341–1345  | Javnuta        |                                                                                           |
|                                                            | Algirdas * 1296 † 1377 májusa                                                    | 1345–1377  | Olgierd        |                                                                                           |
|                                                            | Jogaila (Jagelló) * 1351 körül † 1434. június 1.                                 | 1377–1381  | Jagiełło       |                                                                                           |
|                                                            | Kęstutis * 1308 † 1382. augusztus 15.                                            | 1381–1382  | Kiejstut       |                                                                                           |
|                                                            | Jogaila (Jagelló) (2x)                                                           | 1382–1392  | Jagiełło       |                                                                                           |
|                                                            | Skirgaila * 1354 † 1394/1396                                                     | 1392–1396  | Skirgiełło     |                                                                                           |
|                                                            | Vytautas * 1352 † 1430. október 27.                                              | 1392–1430  | Witold         |                                                                                           |
|                                                            | Švitrigaila * 1370 körül † 1452. február 10.                                     | 1430–1432  | Świdrygiełło   |                                                                                           |
|                                                            | I. Žygimantas (Zsigmond) * 1365 körül † 1440. március 20.                        | 1432–1440  | Zygmunt        |                                                                                           |
|                                                            | Kazimieras (Kázmér) * 1427. november 30. † 1492. június 7.                       | 1440–1492  | Kazimierz      |                                                                                           |
|                                                            | Aleksandras (Sándor) * 1461. augusztus 5. † 1506. augusztus 19.                  | 1492–1506  | Aleksander     |                                                                                           |
|                                                            | II. Žygimantas (Zsigmond) * 1467. január 1. † 1548. április 1.                   | 1506–1548  | Zygmunt        |                                                                                           |
|                                                            | III. Žygimantas Augustas (Zsigmond Ágost) * 1520. augusztus 1. † 1572. július 7. | 1548–1569  | Zygmunt August |                                                                                           |
| 1569-ben a lublini unióval Litvánia függetlensége megszűnt |                                                                                  |            |                |                                                                                           |

## Egyéb
- Litván nagyfejedelmek családfája